# Prachtfruchttaube

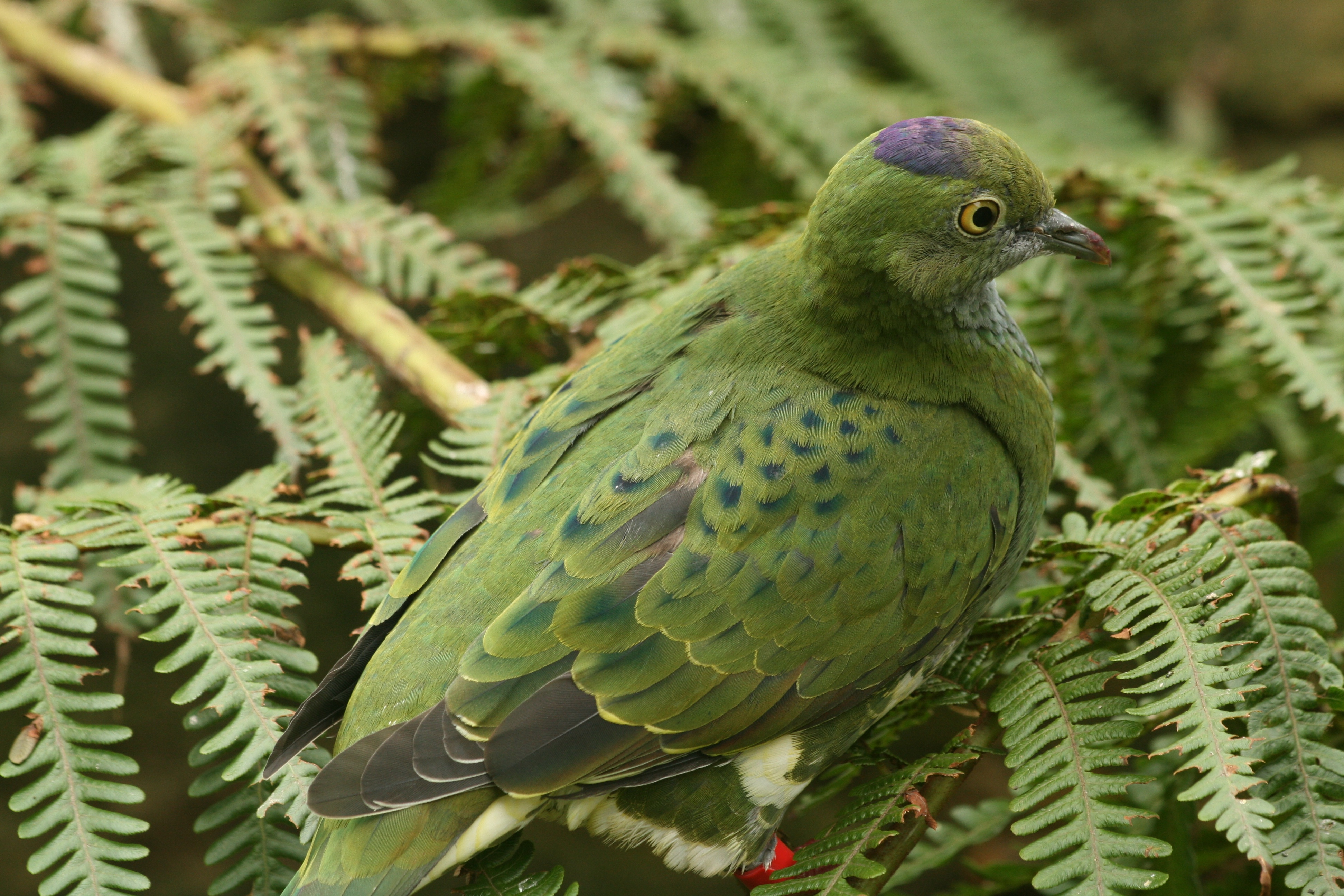
Weibchen

Die Prachtfruchttaube (Ptilinopus superbus) ist eine Art der Taubenvögel. Sie zählt zu den besonders farbprächtigen Fruchttauben. Sie ist in Australasien in mehreren Unterarten verbreitet.

## Erscheinungsbild
Die Prachtfruchttaube ist eine kleine Fruchttaube und erreicht eine Körperlänge zwischen 24 und 28 Zentimetern. Sie ist damit etwa so groß wie eine Lachtaube, allerdings etwas gedrungener. Ihr Schwanz ist außerdem etwas kürzer. Sie wiegt durchschnittlich 125 Gramm. Ein Geschlechtsdimorphismus ist vorhanden.
Die Männchen haben eine purpurfarbene Kopfkappe. Über den Hinterhals bis zu den Halsseiten verläuft ein breites orangefarbenes Band. Die Kehle ist silberfarben. Das Brustgefieder ist grau mit helleren Spitzen. Die Unterbrust ist vom weißen Bauch durch ein blaues Band abgesetzt. Die Bauchseiten sind grün mit weißen Flecken. Die Körperoberseite ist gleichfalls grün, schimmert aber kupferfarben. Die Flügeldecken haben schmale gelbe Säume. Die Handschwingen sind schwarz. Der Schnabel ist an der Basis olivfarben und hellt an der Spitze zu einem Gelb auf. Die Iris ist gelb. Die Füße und Beine sind rötlich. Die Weibchen sind überwiegend grün mit einem kleinen blauschwarzen Farbfleck am Hinterkopf. Bei ihnen fehlt das blaue Brustband.

## Verbreitung und Lebensraum
Das Verbreitungsgebiet der Prachtfruchttaube ist groß und überlappt sich sehr stark mit dem der Purpurbrust-Fruchttaube. Es erstreckt sich von Maluku über die Inseln Numfoor und Japen, den Aru-Inseln, Sulawesi, Neuguinea, dem Bismarck-Archipel, den Salomonen über das australische Kap York bis nach New South Wales. Lebensräume der Prachtfruchttaube sind immergrüne tropische Laubwälder sowie Mangroven und Plantagen.

## Verhalten
Wie die meisten Fruchttauben-Arten ist auch die Prachfruchttaube eine baumbewohnende Art. Sie ernährt sich von kleinen Beeren und Früchten. Wie viele Fruchttauben weisen auch Prachtfruchttauben eine hohe Kletterfertigkeit auf. Gelegentlich kommt es zu Schwarmbildung. Das Nest ist eine kleine Plattform aus Zweigen und findet sich meist in geringer Höhe in Bäumen. Das Gelege besteht aus einem Ei.

## Haltung in menschlicher Obhut

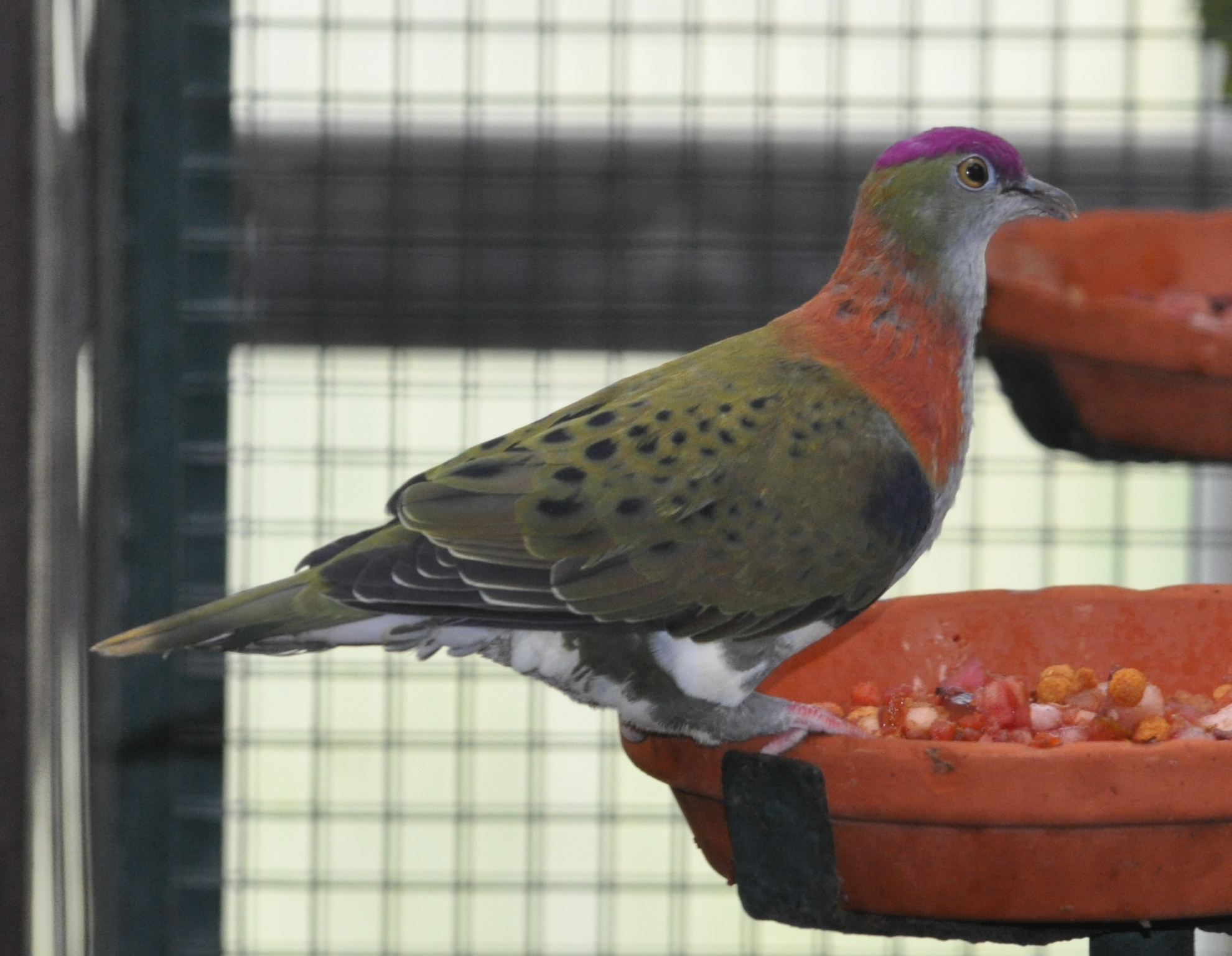
Männliche Prachtfruchttaube im Vogelpark Walsrode

Prachtfruchttauben wurden das erste Mal 1865 im Zoo von London gezeigt. Ihre Haltung ist, wie bei allen Flaumfußtauben (Ptilinopus), sehr aufwendig und kostenintensiv. Sie müssen in warmer Umgebung (z. B. im Tropenhaus, in einer beheizten Innenvoliere (eventuell mit angeschlossener Außenvoliere für den Sommer)) untergebracht werden.
Zusätzlich benötigen sie täglich mehrmals frisches Obst (ganze Beeren, gewürfelte Äpfel, Birnen usw.) und für Fruchtfresser geeignetes Weichfutter. Dies führt dazu, dass sich nur wenige private Halter und Zoos mit der Haltung von Prachtfruchttauben (und Flaumfußtauben im Allgemeinen) beschäftigen.
Die Prachtfruchttauben gehören trotzdem zu den am häufigsten gehaltenen Flaumfußtauben. Die Nachzucht ist mehrfach erfolgreich gelungen. Zu den Nachzüchtern zählen unter anderem der Vogelpark Walsrode, der Zoo Köln, der Zoo Krefeld, die Wilhelma in Stuttgart und der Zoo Augsburg.
Aktuell wird die Prachtfruchttaube in sieben deutschen und zehn europäischen Zoos (EAZA-Raum) gehalten.
Das europäische Fruchttaubenprojekt weist für die letzten Jahre die folgende Nachzuchtstatistik aus:
| Jahr | Anzahl Züchter (privat + Zoos) | Anzahl beteiligter Zoos, Vogelparks etc.    | Nachzuchten (m / w / u) |
| 2010 | 13                             | 2: Zoo Köln, Zoo Krefeld                    | 28 / 19 / 3             |
| 2011 | 14                             | 3: Wilhelma Stuttgart, Zoo Köln, Zoo Pilsen | 30 / 18 / 1             |
| 2012 | 16                             | 3: Wilhelma Stuttgart, Zoo Köln, Zoo Pilsen | 29 / 22 / 3             |

## Belege